# Arantxa Parra
Arantxa Parra Santonja (9 de noviembre de 1982 en Valencia) es una tenista española.
La tenista valenciana ha ganado 11 títulos del circuito challenger en individuales, y otros 9 en dobles. En el circuito profesional de la WTA, ha ganado 11 títulos en dobles, disciplina en la que ha alcanzado su mejor nivel tanto por títulos como por ranking, ya que también ha disputado otras 13 finales.
Ha alcanzado el 22º puesto en el ranking mundial de la especialidad de dobles. En individuales alcanzó el 46.º puesto, y llegó a disputar 2 finales.
Ha sido miembro del equipo nacional de Copa Federación, donde ha sido convocada en 5 eliminatorias, disputando 1 partido en individuales y 3 partidos en dobles (con un balance total de 4-0).

## Títulos WTA (11; 0+11)

### Individuales (0)
| Leyenda                    |
| Grand Slam (0)             |
| WTA Tour Championships (0) |
| Premier (0)                |
| International (0)          |

### Finalista en individuales (2)
- 2010: Estoril (pierde ante Anastasija Sevastova).
- 2011: Acapulco (pierde ante Gisela Dulko).

### Clasificación en torneos del Grand Slam (individuales)
| Torneo                 | 2015 | 2014 | 2013 | 2012 | 2011 | 2010 | 2009 | 2008 | 2007 | 2006 | 2005 | 2004 | 2003 | Títulos |
| ---------------------- | ---- | ---- | ---- | ---- | ---- | ---- | ---- | ---- | ---- | ---- | ---- | ---- | ---- | ------- |
| Australian Open        | -    | -    | -    | -    | 1r   | 1r   | -    | -    | -    | 2r   | 1r   | 1r   | -    | 0       |
| Roland Garros          | -    | -    | -    | -    | 1r   | 2r   | -    | -    | -    | 1r   | 2r   | 3r   | -    | 0       |
| Wimbledon              | -    | -    | -    | -    | 1r   | 2r   | 2r   | -    | -    | -    | 1r   | 2r   | 2r   | 0       |
| US Open                |      | -    | -    | -    | -    | 1r   | -    | -    | -    | -    | 1r   | 2r   | 2r   | 0       |
| WTA Tour Championships |      | -    | -    | -    | -    | -    | -    | -    | -    | -    | -    | -    | -    | 0       |

### Dobles (11)
| Leyenda                    |
| Grand Slam (0)             |
| WTA Tour Championships (0) |
| Premier (2)                |
| International (8)          |

| N.º | Fecha                 | Torneo           | Superficie    | Pareja            | Oponentes en la final                  | Resultado         |
| --- | --------------------- | ---------------- | ------------- | ----------------- | -------------------------------------- | ----------------- |
| 1.  | 3 de marzo de 2007    | Acapulco         | Tierra batida | Lourdes Domínguez | Emilie Loit Nicole Pratt               | 6-3 6-3           |
| 2.  | 16 de junio de 2007   | Barcelona        | Tierra batida | Nuria Llagostera  | Lourdes Domínguez Flavia Pennetta      | 7-6(3) 2-6 12-10  |
| 3.  | 14 de junio de 2008   | Barcelona        | Tierra batida | Lourdes Domínguez | Nuria Llagostera María José Martínez   | 4-6 7-5 10-4      |
| 4.  | 10 de abril de 2011   | Marbella         | Tierra batida | Nuria Llagostera  | Sara Errani Roberta Vinci              | 3-6 6-4 10-5      |
| 5.  | 7 de enero de 2012    | Brisbane         | Dura          | Nuria Llagostera  | Raquel Kops-Jones Abigail Spears       | 7-6(2) 7-6(2)     |
| 6.  | 3 de marzo de 2013    | Acapulco         | Tierra batida | Lourdes Domínguez | Catalina Castaño Mariana Duque         | 6-4 7-6 (1)       |
| 7.  | 20 de junio de 2014   | 's-Hertogenbosch | Hierba        | Marina Erakovic   | Michaella Krajicek Kristina Mladenovic | 0-6, 7-6(5), 10-8 |
| 8.  | 15 de febrero de 2015 | Amberes          | Dura          | Anabel Medina     | An-Sophie Mestach Alison Van Uytvanck  | 6-4, 3-6 [10-5]   |
| 9.  | 27 de febrero de 2016 | Acapulco         | Dura          | Anabel Medina     | Kiki Bertens Johanna Larsson           | 6-0, 6-4          |
| 10. | 6 de marzo de 2016    | Monterrey        | Dura          | Anabel Medina     | Petra Martić María Sánchez             | 4-6, 7-5, [10-7]  |
| 11. | 21 de mayo de 2016    | Estrasburgo      | Tierra batida | Anabel Medina     | María Irigoyen Chen Liang              | 6-2, 6-0          |

### Finalista en dobles (14)
- 2003: Palermo (junto a María José Martínez pierden ante Adriana Serra y Emily Stellato).
- 2004: Bogotá (junto a Anabel Medina pierden ante Barbara Schwartz y Jasmin Woehr).
- 2007: Estoril (junto a Lourdes Domínguez pierden ante Andreea Ehritt-Vanc y Anastasia Rodionova).
- 2009: Auckland (junto a Nuria Llagostera pierden ante Nathalie Dechy y Mara Santangelo).
- 2009: Acapulco (junto a Lourdes Domínguez pierden ante Nuria Llagostera y María José Martínez).
- 2010: Brisbane (junto a Melinda Czink pierden ante Andrea Hlavackova y Lucie Hradecka).
- 2011: Acapulco (junto a Lourdes Domínguez pierden ante Mariya Koryttseva y Ioana Olaru).
- 2011: Bastad (junto a Nuria Llagostera pierden ante Lourdes Domínguez y María José Martínez).
- 2012: Acapulco (junto a Lourdes Domínguez pierden ante Sara Errani y Roberta Vinci).
- 2013: 's-Hertogenbosch (junto a Dominika Cibulková pierden ante Irina-Camelia Begu y Anabel Medina).
- 2013: Pekín (junto a Vera Dushevina pierden ante Cara Black y Sania Mirza).
- 2014: New Haven (junto a Marina Erakovic pierden ante Andreja Klepac y  Silvia Soler).
- 2014: Moscú (junto a Caroline Garcia pierden ante Martina Hingis y Flavia Pennetta).
- 2015: Stanford (junto a Anabel Medina pierden ante Yi- Fan Xu y Saisai Zheng).
- 2015: Luxemburgo (junto a Anabel Medina pierden ante Mona Barthel y Laura Siegemund).
- 2015: WTA Elite Trophy (junto a Anabel Medina pierden ante Chen Liang y Yafan Wang).

### Clasificación en torneos del Grand Slam (dobles)
| Torneo                 | 2015 | 2014 | 2013 | 2012 | 2011 | 2010 | 2009 | 2008 | 2007 | 2006 | 2005 | 2004 | Títulos |
| ---------------------- | ---- | ---- | ---- | ---- | ---- | ---- | ---- | ---- | ---- | ---- | ---- | ---- | ------- |
| Australian Open        | 1r   | 2r   | 3r   | 2r   | 1r   | 1r   | 2r   | 1r   | -    | -    | 1r   | -    | 0       |
| Roland Garros          | 1r   | QF   | 2r   | 3r   | 2r   | 1r   | 2r   | 1r   | 2r   | -    | 2r   | 1r   | 0       |
| Wimbledon              | 3r   | 1r   | 2r   | 1r   | QF   | 1r   | 1r   | 1r   | 2r   | -    | 1r   | 1r   | 0       |
| US Open                |      | 2r   | 1r   | -    | 2r   | 1r   | 1r   | 1r   | 1r   | -    | -    | 1r   | 0       |
| WTA Tour Championships |      | -    | -    | -    | -    | -    | -    | -    | -    | -    | -    | -    | 0       |